# Albéric du Mont-Cassin
Albéric du Mont-Cassin (ou Alberico di Montecassino, senior), né vers 1030 et mort en 1088, fut moine bénédictin, cardinal de l'Église catholique.

## Biographie
Il semble venir de la région de Trèves ou de Bénévent. Il entra dans l'ordre monastique de Saint-Benoit dans l'abbaye du Mont-Cassin. Il y devint professeur de grammaire et de rhétorique. Un de ses élèves, Jean de Gaète, devint pape sous le nom de Gélase II.
Créé cardinal-diacre en 1058 par Étienne IX, il prôna les mesures de réforme introduites par le pape Grégoire VII et le soutint dans son affrontement avec l'Empereur pendant la querelle des Investitures.
Il s'opposa avec succès aux enseignements de Bérenger de Tours, en particulier lors du concile de Rome (1079).
Il composa de nombreux traités théologiques et scientifiques, des Vies de saints, et surtout, il est l'auteur d'un des plus anciens traité médiéval de rhétorique, l'ars dictaminis, ou l'écriture des lettres (De dictamine).
La plupart de ses lettres sont présentes dans l'œuvre de saint Pierre Damien.